# Александрія Есхата
Александрія Есхата (дав.-гр. Ἀλεξάνδρεια Ἐσχάτη, дав.-гр. Αλεχάνδρεια Ἐσχάτα, трансліт. Alexandria Eschata , «Найдальша Александрія») — місто, засноване Александром Македонським на південно-західному кінці Ферганської долини (сучасний Таджикистан) у серпні 329 року до нашої ери. Це був найпівнічніший форпост імперії Александра в Центральній Азії. Александрія есхата була заснована на південному березі річки Яксарт (Сирдар'я), на території сучасного Худжанда (Хуҷанд; خجند) або поблизу нього, на території сучасного Таджикистану. За словами римського письменника Курція, Александрія Ультіма зберегла свою грецьку культуру аж до 30 року до нашої ери.

## Історія
Цей регіон, де мала бути заснована Александрія Есхата, перебував під владою Персії, починаючи із Ксеркса I, і почав заселятися греками, починаючи з того часу. Коли греки в інших частинах Перської імперії повставали або зазнавали проблем з інших причин, їх висилали на крайній північний схід Перської імперії, найвіддаленіший сегмент від їхніх батьківщин. Це не було рідкістю, оскільки берегова лінія Малої Азії була населена багатьма грецькими містами. До моменту падіння Персії під владу Александра Македонського багатьох було вигнано до цього регіону на північ від Індії, тому грецькі села, мова та культура були загальноприйнятими в цій місцевості. Кір Великий заснував там місто як свій крайній північно-східний форпост, відомий як Кірополь, який, можливо, пізніше став місцем Александрії Есхату, просто перейменованого.[джерело?]

### Александр Македонський
Протягом років завоювань Александр регулярно встановлював довготермінові форпости для підтримки свого просування, або перейменовуючи існуюче місто та захищаючи його назавжди, або створюючи довгостроковий, хоча й непостійний, форпост, збудований як місто. Згідно з грецьким есеїстом Плутархом, Александр назвав сімдесят із цих опорних пунктів своїм іменем, хоча це може бути перебільшенням; сьогодні відомо лише пару десятків.[джерело?]

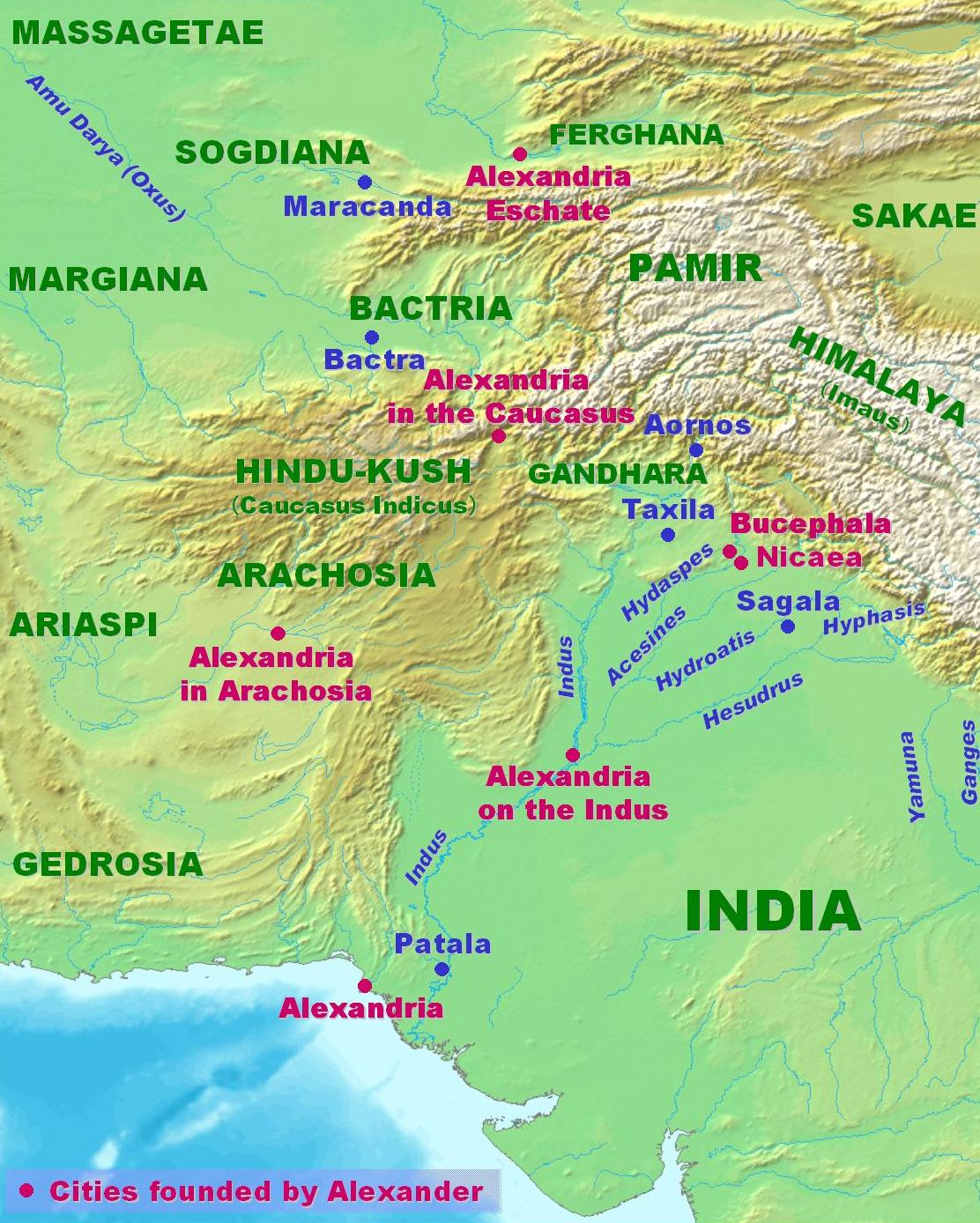
Александрія Есхата розташована у Ферганській долині. (верх, центр).

Щоб убезпечити Согдіану, північно-східний куточок Перської імперії, Александр націлився на Кірополь і півдюжини інших міст у 329 р. до н.[джерело?]
Александр спочатку послав Кратера до Кірополя, найбільшого з міст, що утримували Согдіану, проти військ Александра. Інструкції Кратера полягали в тому, щоб «зайняти позицію поблизу міста, оточити його ровом і частоколом, а потім зібрати такі облогові машини, які могли б відповідати його цілям…» Ідея полягала в тому, щоб зосередити жителів на власному захисті та не дати їм надіслати допомогу в інші міста. Почавши з Газзи, Александр продовжував завойовувати інші навколишні міста. П'ять із семи міст було взято за два дні. Багато жителів були вбиті. Потім Александр прибув до Кірополя, яке було найкраще укріпленим з усіх міст і мав найбільше населення. У ньому також були, як вважають, найкращі бійці області. Александр розгромив оборону Кірополя за допомогою облогових машин. Поки тривало бомбардування, Александр наказав декільком своїм військам пробратися через висохлу воду, що проходила під міською стіною. Александр також долучився до цієї місії і, опинившись усередині, його війська відчинили міську браму, щоб пропустити свою атакуючу силу. Як тільки тубільці побачили, що місто захоплено, вони жорстоко напали на нападників. Александр зазнав сильного удару каменем, який припав йому на голову та шию. Кратер був поранений стрілою. Але захисників відбили. Арріан оцінює силу захисників приблизно у 15 000 бійців і стверджує, що 8 000 з них були вбиті на першому етапі операції. Решта, очевидно, шукали притулку в центральній фортеці міста, але через день здалися через брак води.
Розповіді про те, як закінчилася битва, різні автори. Арріан цитує Птолемея, який сказав, що Кіркополь здався з самого початку, і Арріан також стверджує, що, згідно з Арістобулом, це місце було взято штурмом і всі були вбиті.
Один, ймовірно, Кірополь, став називатися Александрія Есхата, його крайнім північно-східним форпостом. Як і в більшості інших міст, заснованих Александром, там була поселена група відставних та/або поранених ветеранів із його армії, які приєдналися до великого населення грецьких вигнанців, поселених у цьому районі Персією в попередні покоління.[джерело?]

### Елліністичний період
Тому що Александрія Есхата була оточена согдійськими племенами, які були близько 300 км (186 миля) на північ від найближчого грецького поселення, в Александрії на Оксу в Бактрії, греки побудували 6,0 км (3,7 миля) мур навколо міста, який, за словами стародавніх авторів, був завершений приблизно за 20 днів. Воно переживало численні конфлікти з місцевим населенням.[джерело?]

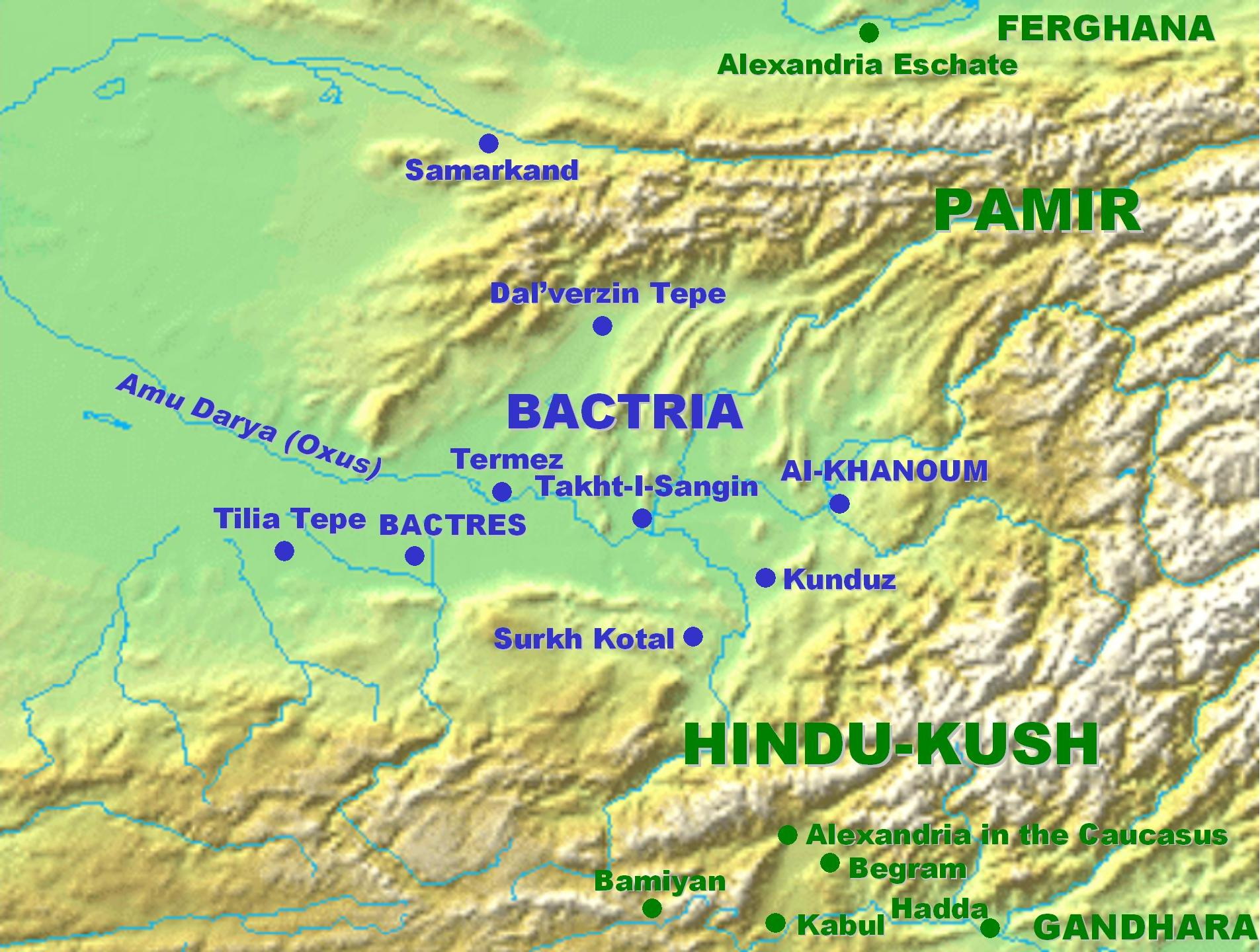
Александрія Есхата була розташована за 300 км на північний захід від головних грецьких колоній у Центральній Азії, у Бактрії.

З 250 р. до н. е. місто, ймовірно, мало більше контактів із Бактрією, після того як греко-бактрійський цар Євтидем I поширив свій контроль на Согдіану.[джерело?]
Александрія Есхата також була розташована близько 400 км (249 миля) на захід від Таримського басейну (нині Сіньцзян, Китай), де були засновані інші індоєвропейські народи, такі як хотанці, тохари, усунь та/або юечжи. Є вказівки, що грецькі експедиції доходили аж до Кашгара. Історик Страбон стверджує, що греки "поширили свою імперію аж до Сера та Фрині.[джерело?]
«Сера» означало або власне Китай — у цьому випадку греки досягли першого прямого контакту між Китаєм і європейським суспільством приблизно у 200 р. е. — або народи Таріму. У будь-якому випадку, припускають, що місто, відоме китайцям як Даюань, яке згадувалося вченими часів династії Хань (1 століття до н. е. — 2 століття нашої ери), відноситься до Александрія Есхата. Префікс da означав «Великий», тоді як суфікс Yuan був китайським перекладом іонійців.[джерело?]
Китайські посольства були засновані в Даюані, починаючи з Чжан Цянь, відкритого близько 130 року до нашої ери. Невдовзі місто та решта Даюань були повністю завойовані ханьцями після перемоги у Війні небесних коней. Це сприяло відкриттю Шовкового шляху з 1 століття до нашої ери. Даюань китайською мовою означає «Великі іонійці», греки, як правило, відомі в Азії під деяким варіантом «іонійців». Для отримання додаткової інформації див . Імена греків: іонійці, юнані та яван.[джерело?]

## Археологічні залишки
Залишки міста Александра лежать у розповіді старої цитаделі в Худжанді. Хоча найдавніші поверхневі залишки стін датуються лише 10-м століттям, радянські та таджицькі розкопки цього місця показали, що під сучасною поверхнею містяться середньовічні, елліністичні та ахеменідські шари. Ці шари виявили укріплення, датовані приблизно IV століттям до нашої ери.[джерело?]
Інші залишки становлять кухонне начиння, зброю і будівельні матеріали, які виставлені у Краєзнавчому музеї Худжанда. На цьому місці також були виявлені численні елліністичні монети та кераміка.[джерело?]
У Пейтингеровій таблиці під містом є риторичне запитання латинською мовою: «Hic Alexander responsum accepit: usque quo Alexander?» (укр. Тут Александр отримав відповідь: "До яких пір, Олександр?") — посилаючись як на його ненаситну жагу до завоювань, так і на легенду з повісті про Александрію, у якій «небесні створіння» застерігали Александра не продовжувати подальші дослідження, що зрештою призведе до його передчасної смерті.

## У художній літературі
Александрія Есхата є кінцевим пунктом призначення Евксена, сина Євтіхіда з деми Паллен, головного героя роману Тома Голта «Александр на краю світу».
Небесні коні Джилліена Бредшоу розгортаються в Александрія Есхаті, бл. 140 року до нашої ери.